# فتوة العطوف
مجموعة قصصية من تأليف الأديب المصري نجيب محفوظ نشِرت عن مكتبة مصر بالفجالة عام 2001، ونجيب محفوظ في أواخر حياته، قبل قرابة خمس سنوات من وفاته في أغسطس من عام 2006. وقد قام بتقديم المجموعة القصصية أحد نقاد محفوظ وتلامذته وهو الروائي محمد جبريل. كما أنه سبق وأن ألَّفَ كتابًا عنوانه: «نجيب محفوظ.. صداقة جيلين» من عام 1995. ويذكر جبريل أن هذه القصص نشرت في الصحف والمجلات إبان مرحلتي الثلاثينات والأربعينات، لكن لم تضمها كتب بعد. كما أنها مختارات من بين 80 قصة، كتبها محفوظ في بدايتها، ثم ترك لناشره سعيد جودة السحار اختيار قصص مجموعته الأولى «همس الجنون.» لكن الناشر أسقط قصص هذه المجموعة. 
أما القصص فعددها تسعة، وهي أول أبريل، وثمن زوجة، والذكرى، ومتفرق الطرق، والتطوع للعذاب، والقيء، والهذيان، وفتوة العطوف، وحلم ساعة. 
أما أول أبريل فقد تكون قصة محفوظ نفسه - كما ذكر جبريل- من حيث انضباط مواعيده والتزامه الشديد بواجباته اليومية في البيت وفي العمل. إلا أن بطل القصة-علي أفندي- سكرتير المدرسة، كان سعيدا أول الأمر في حياته الزوجية، لكن مع مرور الأيام كبر الأبناء وازدادت نفقاتهم، وضاق بعلي الأمر. وعندها تذكر أن له عمة غنية، لكن لم يكن يحتاج إليها من قبل مثل هذه اللحظة الحرجة. خاصة وأن مطالب بدفع ما عليه من أموال للتجار وغير ممن استدان منهم، قبل حلول لأول من أبريل وإلا سيكون مصيره السجن. لكن آلمه أن عمته كانت تعلم أن ابن أخيه كان يتمنى موتها، لذلك أخذت تتبرع بأموالها للعديد من الجمعيات الخيرية، خشية أن يرث عنها ثروته الطائلة. لكنها مرضت وأدخلت المستشفى. وفي أول أبريل أخبرته ابنته الصغيرة كذبا- لكي تنال الشوكولاتة- عمته توفيت، علما بأن ابنته كان تعلم أن والده سوف يسر سرورا لا مزيد عليه حين يعلم بالخبر. وحين ذهب لعمته في المستشفى الذي كانت ترقد ولم تزل ترقد فيه، فوجئ بأنها لم تزل علی قيد الحياة. وبعد محاولات تودد كثيرة، خرج يائسا من عندها إلا أن نفسه راودته أن يبرم اتفاقا مع الممرضة التي تعتني بعمته، حيث تتأخر الممرضة في تقديم الدواء لها، في مقابل أن يعطي مبلغاً من المال بعد أن ينال حقه من الإرث. وهذا ما تم بالفعل.
وبالنسبة (لثمن زوجة) و (الهذيان) فكل منهما يحكي قصة الخيانة الزوجية، مع اختلاف سير الأحداث. ففي (ثمن زوجة) يتعرض المهندس للخيانة في بيته، ويخبره الحلاق بالأمر، قائلا أن هناك شخص يدخل إلى شقته، حال خروجه إلى العمل. وبذلك، يكتشف أمر الزوجة، إلا أن الزوج، يتصرف بهدوء منقطع النظير، عندما يكتشف الأمر، إذ يطلب من العاشق أن يقدم ثمنا لوصال زوجته، وبذلك يضعها في موقف جد حرج. ثم يعزم المهندس على الانتقام منها بطريقة تثير الاستغراب. حيث يدعو الأقارب والعائلة إلى بيته، وبينا هم قاعدون، يخرج من جيبه ريالا- وهو ما دفعه العاشق نقدا. ثم يقول أن لهذا الريال قصة عجيبة، تعرفها زوجته جيدا، وبذلك يطلب الأهل منها ان تحكيها لهم، إلا أنها تستأذن منهم للذهاب بارتكاب واضح، ثم تقدم على الانتحار.